# Ashbury, Devon
Ashbury är en by i civil parish Northlew, i distriktet West Devon, i grevskapet Devon i England. Byn är belägen 9 km från Okehampton. Ashbury var en civil parish fram till 1987 när blev den en del av Northlew och Beaworthy. Civil parish hade 51 invånare år 1961. Byn nämndes i Domedagsboken (Domesday Book) år 1086, och kallades då Esseberie.